# Thập niên 570 TCN
Thập niên 570 TCN hay thập kỷ 570 TCN chỉ đến những năm từ 570 TCN đến 579 TCN.